# Tempus
Tempus (tid) betegner inden for grammatik de bøjningsformer af udsagnsord (verber) der placerer handlingen i tid i forhold til andre handlinger og i forhold til fortælleren (narrator). Det enkelte sprog har ikke alle de angivne former; men der er tale om et samlende, overordnet verbalskema, der imidlertid tager udgangspunkt i europæiske sprog.
Der er (i visse tilfælde) forskel på grammatisk tid og dagligdags tid, især i bisætningers tidsfølge, hvor verbet kan stå i en anden grammatisk tid end den tid den logisk set udtrykker.
De primære tider er datid (præteritum og/eller imperfektum), nutid (præsens) og fremtid (futurum).
De sekundære tider relaterer sig til de respektive primære tider og er førdatid (pluskvamperfektum), førnutid (perfektum) og førfremtid (futurum exactum eller futurum perfektum).
De tertiære tider, der betegner en fremtid i forhold til de primære tider, findes kun teoretisk på dansk, og da kun til at beskrive anvendelsen i andre sprog som f.eks. spansk.
Tidsakserne til højre viser forholdene mellem nogle af tiderne, først med danske betegnelser og dernæst med grammatisk fagterminologi (latin).

## Primære tider
De primære tider er nutid om det, der sker her og nu; datid om det, der skete tidligere; og fremtid om det, der vil ske senere. På dansk kan alle tre tider repræsenteres af nutid; således om noget datidigt: Jeg kommer ind i lokalet og ser, hvad der er sket; om noget nutidigt: Jeg står her og venter; om noget fremtidigt: Jeg kommer i morgen.
Når nutid bruges om noget datidigt, kaldes det en historisk nutid (præsens historicum). Oprindelig var det et stilistisk virkemiddel til at gøre en beretning mere nærværende og dramatisk; men i moderne dansk bruges nutid i tiltagende grad om noget datidigt, så det dramatiserende er gået tabt, og måske er datidsformerne på vej til at forsvinde. En avisoverskrift kan typisk være: »Mand springer ud fra bro«. Umiddelbart er det nutid; men så kunne det ikke have nået at komme med i avisen. Det kunne være noget fremtidigt dersom der længere nede står at han springer i morgen kl. 16, men i praksis betegner det noget der allerede er sket, altså: »Mand sprang ud fra bro«.
Nutid bruges på dansk og andre sprog i mangel af en ægte fremtidsform. Det, vi kalder fremtid (futurum), opleves i stor udstrækning som en unaturlig omskrivning med det formål nøjagtigere at gengive futurumformer på sprog hvor futurum har særlige former og ikke sammensatte (kompositte verbalformer). Den latinske sætning »Cras veniet« betyder »Han kommer i morgen«; men i nutid hedder »han kommer« venit; latin har altså en ikke-sammensat verbalform (simplex), veniet, til angivelse af fremtid, og simplex-former kræver selvstændig repræsentation i bøjningsmønstrene (paradigmer). Umiddelbart oversættes den latinske futurum til en dansk præsens, men vil man forsøge en yderligere tilnærmelse, oversætter man til: »Han vil komme i morgen«, hvor vil komme (sammensat form, komposit, hjælpeverbum+infinitiv) skal gengive veniet (usammensat form, simplex), og hvor vil udelukkende skal betegne noget fremtidigt og ikke noget viljesbaseret.

### Datid
Nogle sprog har mere end én datidsform. I andre sprog indeholder udsagnsordene (verberne) ingen angivelse (morfemer) af tidsaspektet. Denne oversigt over datider kan ikke være udtømmende før der er kommet bidrag fra skribenter, der tilsammen kender alle verdens sprog. Sammenfattende beskriver datid primært noget fortidigt, men et ord kan også stå i datid, fordi det er underordnet en hovedsætning med verbet i datid (consecutio temporum, grammatisk tidsfølge), og datid bruges på dansk og visse andre sprog som erstatning for konjunktiv til angivelse af irrealis (Hvis jeg var konge), høflighedsform (Måtte jeg have lov), potentialis (Kunne det tænkes) m.fl.

#### Dansk datid
Den danske datid kaldes nogle gange imperfektum, men da imperfektum på latin er én ud af to datider, og da vi på dansk opererer med kun én datid, er det bedre at kalde den danske datid for: 
- præteritum gik (bøjningsform af at gå)

#### Latinske datider
- imperfectum: ibam (jeg gik, længerevarende, uafsluttet eller gentagen handling)
- perfectum; ii (jeg gik, jeg har gået, afsluttet fortidig handling)

#### Spanske datider
- pretérito imperfecto (imperfektum) – durativ datid
- pretérito indefinido (præteritum) – (afsluttet) datid

#### Tyske datider
På nordtysk er forholdet mellem præteritum og perfektum nogenlunde som på dansk, og imperfektum kan betragtes som en alternativ betegnelse for præteritum som simpel datid, der kan være såvel længerevarende (durativ) som afsluttet (perfektum). På sydtysk derimod er tidsbrugen som på latin, hvor den simple datid (usammensat form: kam) kan betegne noget længerevarende, noget durativt, i imperfektum, i forhold til en kortevarende, men nu afsluttet handling i perfektum (sammensat form: ist gekommen), der indtraf, mens den længerevarende handling var i gang.
- Als ich in der Küche stand, ist Peter plötzlich reingekommen.

Her er stand en durativ datid, en imperfektum, en længerevarende handling i forhold til den korterevarende, men afsluttede og fortidige handling, at Peter er kommet ind, ist (rein)gekommen (perfektum).

### Nutid
Nutid bruges om det, der er samtidigt med talerens udgangspunkt. Den bruges også om det evigtgyldige. Det var vist lektor Erik Fox Maule der formulerede det således: »Nutid er utid«. Nutid vil ikke i første omgang få den længste beskrivelse, selv om det er den mest benyttede og udbredte form, for det er den i forvejen mest velkendte, som vistnok findes på alle sprog der har markering af tempus i verbalsystemet. 

#### Dansk nutid
- præsens går (jeg går i skole; det går godt; uret går rigtigt; vi går ud fra, at han går sin runde regelmæssigt).

### Fremtid
På nogle sprog (fx latin) er fremtid en separat form, på andre (fx tysk) er det en sammensat form, og på nogle sprog findes ingen egentlig fremtidsform, men der anvendes nutid i stedet.

#### Dansk fremtid
Der anvendes normalt nutid i stedet for fremtid på dansk: I morgen går vi en tur. I ældre tid og nu ved sammenligning med andre sprog bruges den sammensatte form vil gå: I morgen vil vi gå en tur.

#### Latinsk fremtid
- futurum ibit (Han vil gå)

#### Tysk fremtid
- Futur I: werden + infinitiv: Er wird gehen (Han vil gå)

## Sekundære tider
De sekundære tider ligger forud for hver sin tid af de primære.

### Førnutid
Førnutid ligger forud for en nutid, fx: De kartofler, vi spiser, har kogt i 20 minutter. – Han er kommet for tyve minutter siden. – Formen kaldes perfektum fra latin: perfectum (afsluttet).

### Førdatid
Førdatid ligger forud for en datid, fx: Han var gået, da vi kom. – Der var gået to timer. 
Den grammatiske fagbetegnelse er pluskvamperfektum fra latin: plus quam perfectum (mere end afsluttet).

### Førnutid og førdatid er på nogle sprog sammensatte former
Førnutid (fx har stjålet) og førdatid (fx havde stjålet) er kompositte verbalformer (sammensatte udsagnsled), der er sammensat af en bøjningsform (nutid eller datid) af 'at være' eller 'at have' efterfulgt af en PPP, perfektum participium. 

### Førfremtid
Førfremtid ligger forud for en fremtid, men findes på dansk kun som en konstruktion der skal forklare brugen på andre sprog, f.eks. Det ville være dejligt hvis du havde læst lektier inden vi skal i biografen.

#### Latinsk førfremtid
Futurum exactum eller futurum perfectum: Si te interfici jussero, residebit in republica reliqua conjuratorum manus (fra Ciceros 1. tale mod Catilina) Hvis jeg befaler at du skal dræbes, vil den øvrige skare sammensvorne blive tilbage i staten. – Her er jussero førfremtid, jeg vil have befalet, og det ligger forud for residebit, fremtid (futurum), vil forblive tilbage.

#### Tysk førfremtid
Futur II: Er wird gegangen sein, bevor wir kommen.

## Tertiære tider
De tertiære tider er datids førfremtid, datids fremtid, nær fremtid og fremtids fremtid. De findes ikke på alle sprog, og ikke på dansk, undtagen som konstruktioner til forklaring af fremmed grammatik.

### Datids førfremtid
Også fortids førfremtid, futurum exactum in præterito eller 2. konditionalis. I ordbog over det danske Sprog findes den under betegnelsen Før-eftertid: »Noget i forhold til "eftertid" fortidigt (afsluttet)«. På eksempelvis tysk og spansk findes denne form.

#### Spansk datids førfremtid
- Condicional compuesto: Si hubieras venido, te habria dado un libro (Hvis du var kommet, ville jeg have givet dig en bog).

### Datids fremtid
Også fortids fremtid, futurum in præterito eller 1. konditionalis, som i praksis findes på f.eks. tysk og spansk.

#### Spansk datids fremtid
- Condicional: Si vinieras, te daria un libro (Hvis du kom, ville jeg give dig en bog).

### Nær fremtid
Findes på fransk og spansk med verbet for "at gå" i finit form og det betydningsbærende verbum i infinitiv; på spansk med mellemstillet "a":

#### Fransk Nær fremtid
- futur proche: nous allons boire (vi skal drikke) (sml. We are going to ... på engelsk)

#### Spansk Nær fremtid
- Fx: vamos a beber (vi skal drikke)

#### Latinsk Nær fremtid
- Futurum in præsenti: »Til at udtrykke det, der er tilkommende i Forhold til en vis Tid, bruges (i Activ) Futurum Parcicipium i Forbindelse med Tidsformerne af Verbum sum (conjugatio periphrastica, [...]). – Futurum Participium med Præsens sum (futurum in præsenti) adskiller sig fra det simple Futurum derved, at det betegner det Tilkommende som Noget, hvormed En just staaer i Begreb (som man skal eller vil til at gjøre), eller hvortil man allerede nu er bestemt: Cum apes jam evolaturae sunt, consonant vehementer. (Varro, 116-27 f.Kr.)« Når bierne er i færd med at flyve ud, summer de voldsomt. (Efter Madvig: Latinsk Ordføiningslære, § 341).

### Fremtids fremtid
På tysk kaldt Futur der Zukunft og engelsk posterior future (will be going to drink). Formen er den mest sjældne af dem, der er optaget i den skematiske oversigt. Den findes vistnok som selvstændig form i gammeltestamenteligt hebraisk.

#### Latinsk Fremtids fremtid
- Futurum in futuro: »Participiet med ero (futurum in futuro) tilkjendegiver, at Noget til en vis tilkommende Tid vil forestaae og være i Begreb med at skee: Orator eorum, apud quos aliquid aget (til en vis Tid allerede Taler) aut acturus erit (eller skal til at tale), mentes sensusque degustet oportet (Cic. Or. I, 223). Attentos faciemus auditores, si demonstrabimus, ea, quae dicturi erimus, magna, nova, incredibilia esse (Cic. de Inv. I, 23)« Vi vil vække tilhørernes opmærksomhed, hvis vi viser, at det, vi skal til at sige, er noget stort, nyt eller utroligt. (Madvig § 343).

## Andre sprog
Ikke alle sprog har tider som vi kender det, f.eks. ikke grønlandsk og kinesisk. Til at lette forståelsen af at dette kan lade sig gøre, behøver man blot at tænke på, at man på dansk kan bruge nutid (præsens) til at betegne både fortid/datid (Jeg kommer ind i rummet 20 minutter før...), nutid (Nu spiser jeg rugbrød, og jeg bor i Ribe), og fremtid (Jeg kommer i morgen). Den reelle tidssammenhæng skal forstås ud fra konteksten eller fra adverbielle tidsangivelser, men er ikke indeholdt i verbalformen.